# بخش فرگلاندا
بخش فرگلاندا (به سوئدی: Färgelanda kommun) یک ناحیه شهری در سوئد است که در شهرستان وسترا گوتلاند واقع شده‌است.

## خواهرخوانده
شهر شونبرگ (مکلنبورگ) خواهرخواندهٔ بخش فرگلاندا هست.